# 돌산양
돌산양(학명: Ovis dalli)은 양의 일종으로, 몸무게 수컷 약 90kg, 암컷 약 50kg이다. 큰뿔양에 비하면 뿔은 약간 빈약하고 털색깔은 흰색에 가까우나 지방에 따라 짙기도 하고 옅기도 하다.
알래스카, 캐나다의 산악지대에 서식한다.
암석이 많은 험한 산악지대에서 작은 무리를 지어 살며 암벽을 오르내리는 동작이 매우 민첩하다. 적을 만나면 싸움보다는 날쌔게 바위 위로 피하며 적을 희롱하는 듯한 행동을 취한다.
숫양은 18개월에 새끼 양을 낳을 수 있지만, 보통 5~7세에 사회적 지배력이 생기고 성체가 될 때까지 짝짓기에 성공하지 못한다. 암컷은 30개월이 되면 성적으로 성숙해지며 3~4세가 되면 첫 새끼를 낳는다. 그 후 매년 새끼를 낳는다.
천적은 퓨마, 캐나다스라소니, 늑대, 코요테, 재규어, 아메리카흑곰, 회색곰이다.